# Зильберман, Павел Григорьевич
Па́вел Григо́рьевич Зильберма́н (27 октября 1943, Новосибирск, РСФСР ― 20 июня 2022, Улан-Удэ, Бурятия, Россия) ― советский и российский архитектор, член Союза архитекторов СССР и РСФСР, Почётный архитектор РСФСР, Заслуженный строитель Бурятии, Заслуженный деятель искусств Бурятии, главный архитектор города Улан-Удэ (1966—2000).

## Биография
Родился 27 октября 1943 года в Новосибирске.
В 1966 году окончил архитектурный факультет Новосибирского инженерно-строительного института, после чего был направлен на работу в Бурятскую АССР.
В 1966 гoдy был нaзнaчен глaвным apxитeктopoм города Улан-Удэ и трудился на этом посту в течение 34 лет. В 1970 году избран членом Союза архитекторов СССР. Впоследствии стал оснoвaтелем Бypятcкой opгaнизaции Coюзa apxитeктopoв CCCP и был первым её руководителем.
В 1977 году избран первым председателем правления Бурятской организации Союза архитекторов РСФСР и трудился в этой должности в течение 12 лет. С 1981 года неоднократно избирался членом правления Союза архитекторов СССР. Являлся советником Российской академии архитектуры и строительных наук.
При его участии были построены микрорайоны в Октябрьском и Железнодорожном районах города, а также все мосты Улан-Удэ. Во многом благодаря ему Улан-Удэ превратился в один из крупнейших городов Сибири и Дальнего Востока с гармоничным соседством современной, советской и традиционной архитектуры.
В годы его работы появились первые высотные здания в Улан-Удэ, началось крупнопанельное домостроение, внедрялась комплексная квартальная застройка жилых районов. Как главный архитектор города он принял участие в разработке Генпланов Улан-Удэ 1979 и 1986 годов, проектов планировки всех микрорайонов.
Стал автором и соавтором знаковых архитектурных сооружений Улан-Удэ, таких как: реконструкция площади Советов с памятником В. И. Ленину — символом Улан-Удэ, здания Бурятского государственного академического театра драмы имени Хоца Намсараева, торгово-делового и гостиничного центра «Сагаан Морин», высотной гостиницы «Бурятия» и других.

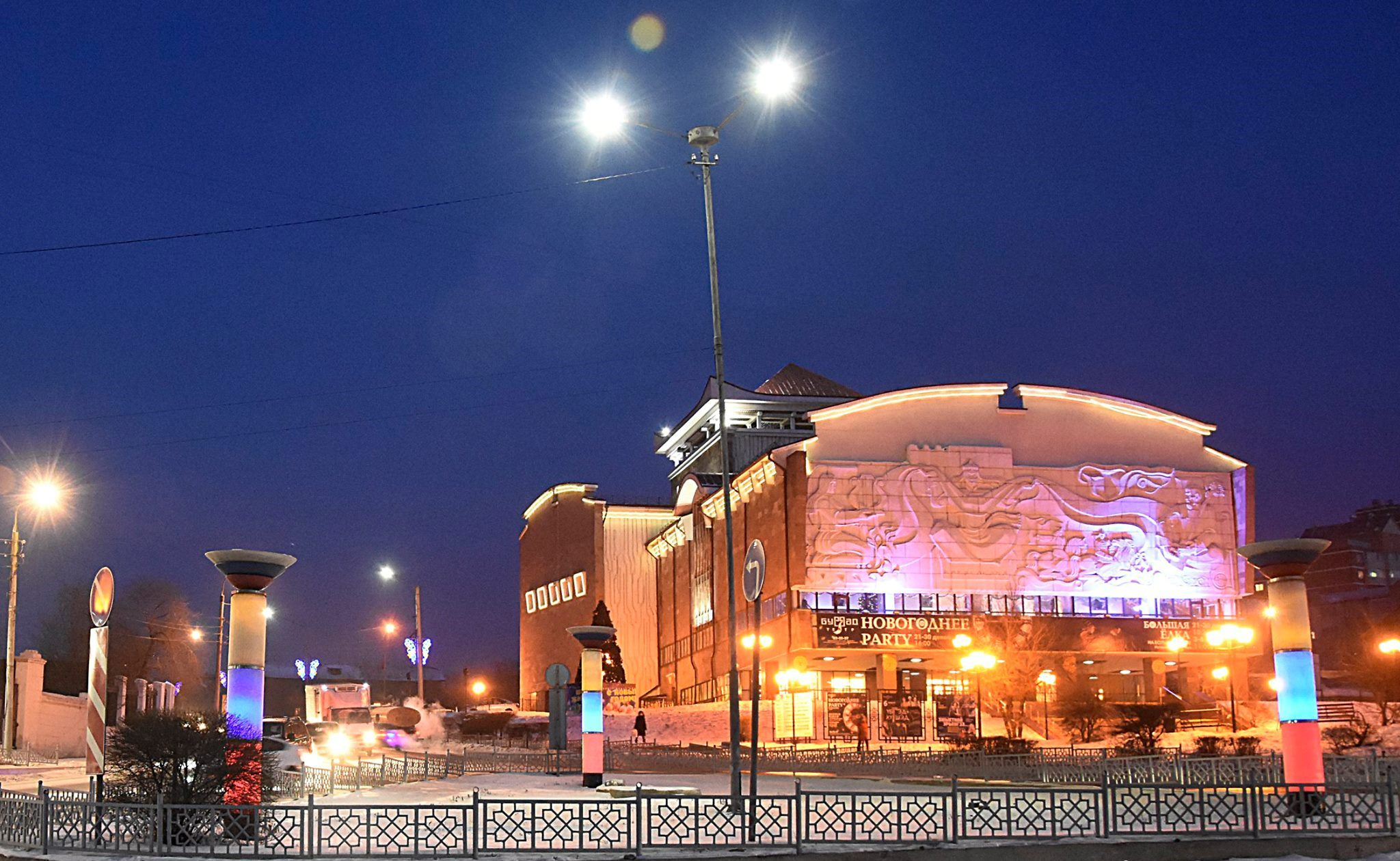
Здание Бурятского театра драмы имени Хоца Намсараева

В 2004 году вышел на заслуженный отдых с должности заместителя министра строительства, архитектуры и ЖКХ Республики Бурятия. В том же году стал директором по инвестиционной политике ООО «Творческая мастерская «Улан-Удэархпроект» Бурятской организации Союза архитекторов России.
С 2007 по 2022 годы года руководил проектной организацией «Творческая мастерская «Улан-Удэархпроект», которая при нём стала лидером среди проектных компаний города.
Активно занимался вопросами перспективного градостроительного развития города Улан-Удэ, планировки его застройки, благоустройства и городского дизайна.
С 1967 года в течение 10 созывов Зильберман избирался депутатом Улан-Удэнского городского Совета народных депутатов. В 1991 году был избран депутатом Верховного Совета Бурятской АССР 12 созыва.
За большой вклад в строительстве города Улан-Удэ Павел Зильберман был удостоен почётных званий «Заслуженный строитель Бурятии» и «Заслуженный деятель искусств Бурятии». В 1999 году награждён Золотой Пушкинской медалью «За вклад в развитие, сохранение и приумножение традиций отечественной культуры», в 2000 году награждён Правлением Союза архитекторов России медалями «За высокое зодческое мастерство», «За преданность содружеству зодчих» (2001), награждён также знаком «Почетный архитектор России».
За проект здания Бурятского драматического театра Зильберман в 1985 году был удостоен премии Совета министров СССР.
Умер 20 июня 2022 года в Улан-Удэ.